# Енгелберт I фон Кьолн
Енгелберт I фон Кьолн (на немски: Engelbert von Berg, der Heilige; * 1185 или 1186, дворец Бург, Золинген; † 7 ноември 1225 при Гевелсберг), наречен по-късно Светия, от Дом Берг, е архиепископ на Кьолн от 1216 до 1225 г. и като Енгелберт II граф на Берг от 1218 до 1225 г.

## Живот
Той е вторият син на граф Енгелберт I († 1189) и съпругата му Маргарета от Гелдерн (1158 – 1185), дъщеря на граф Хайнрих I от Гелдерн († 1182).
От 1199 до 1216 г. Енгелберт е домпропст на Кьолн. През 1203 г. е избран за епископ на Мюнстер, но отказва понеже не е на изискваните 30 години.
През 1212 г. той участва 60 дена заедно с брат си граф Адолф в Албигойския кръстоносен поход.
На 29 февруари 1216 г. Енгелберт е избран за архиепископ на Кьолн, след като получава съгласието на папа Инокентий III и на крал Фридрих II.
След смъртта на по-големия му брат Адолф III без мъжки наследник през 1218 г. по време на Третия кръстоносен поход Енгелберт става граф на Берг.
Енгелберт е тясно свързан с император Фридрих II, който през 1220 г. го прави имперски провизор и опекун на сина му Хайнрих, когото Енгелберт коронова през 1222 г. в Аахен за крал. Енгелберт запазва тези служби до края на живота си и така е политически най-силният човек на империята („Gubernator Regni Teutonici“).
На 7 ноември 1225 г. Енгелберт (висок 1,80 м) по време на връщанато му за Кьолн е нападнат и убит с почти 50 пробождания при Гевелсберг. Нападението е ръководено от племенника му граф Фридрих фон Изенберг с още над 20 души. Погребан е в Кьолн.
На 14 ноември 1226 г. Фридрих фон Изенберг е заловен в Лиеж и осъден в Кьолн, замъците му са разрушени. Енгелберт скоро след това е почитан от народа, но официално не е признат за Светия.
След неговото убийство през 1225 г. граф на Берг става Хайнрих фон Лимбург († 1246), съпругът на племенницата му Ирмгард фон Берг († 1248 или 1249), наследничката на Графство Берг.